# 6-Stunden-Rennen von Vallelunga 1999

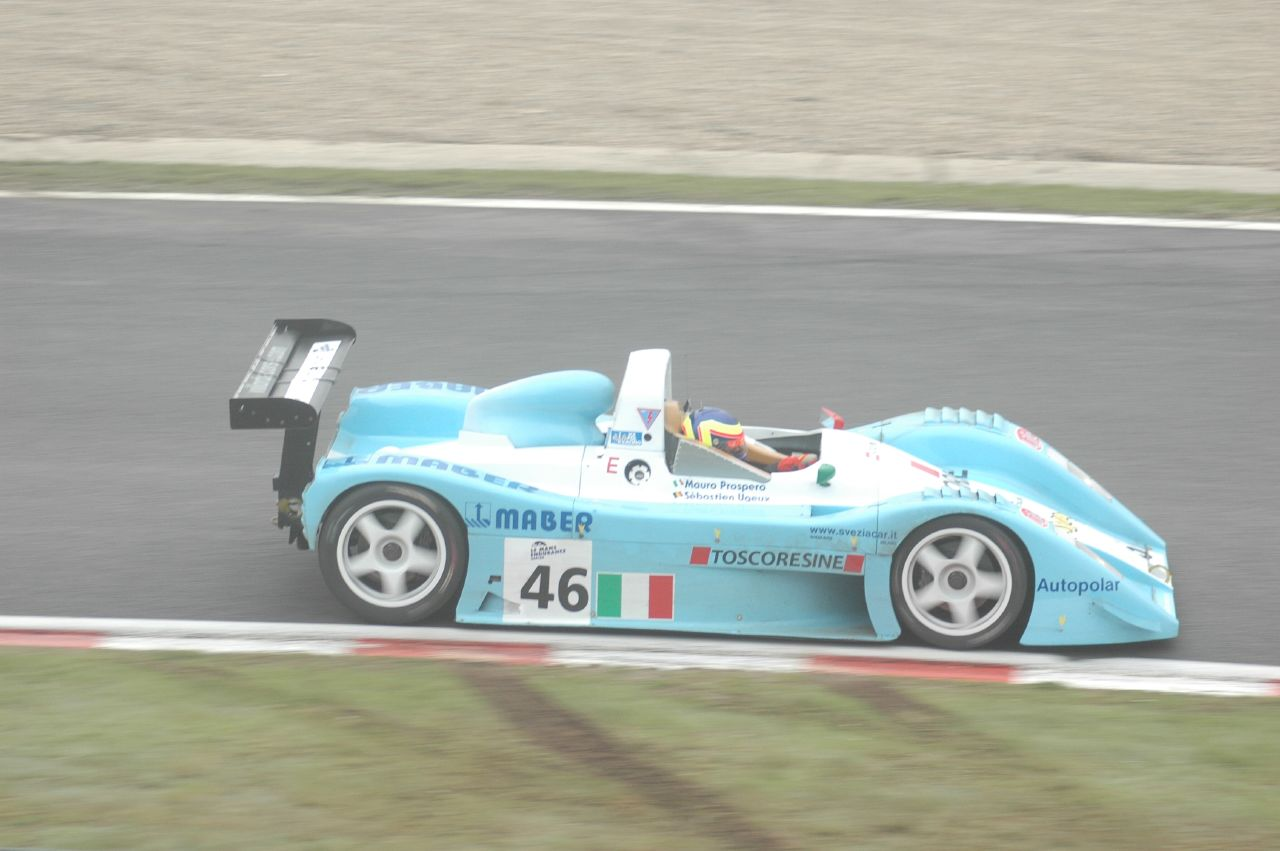
Auf einem Lucchini SR2 erreichten Piergiuseppe Peroni und Leonardo Maddalena den dritten Gesamtrang

Das 6-Stunden-Rennen von Vallelunga 1999, auch Gold Cup, 6 ore Vallelunga, fand am 21. November auf dem Autodromo Vallelunga statt und war der siebte Wertungslauf der italienischen GT-Meisterschaft dieses Jahres.

## Das Rennen
Beim letzten Wertungslauf der italienischen GT-Meisterschaft 1999 waren auch Prototypen startberechtigt. Thomas Bscher meldete einen BMW V12 LM für sich und Emanuele Pirro. Alex Caffi und Beppe Gabbiani fuhren einen Riley & Scott Mk III. Dazu kam ein Ferrari 333SP, den unter anderen Luca Drudi steuerte.
Alle drei Prototypen fielen im Rennen aus. Beim Riley & Scott Mk III gab es einen Getriebeschaden. Thomas Bscher musste den BMW nach einem Schaden an der Antriebswelle abstellen. Den Ferrari stoppte eine defekte Vorderbremse. Die Gesamtwertung gewannen Denny Zardo und Angelo Lancelotti in einem von einem Alfa-Romeo-Motor angetriebenen Tampolli RTA-98 mit zehn Runden Vorsprung auf die Konkurrenz.

## Ergebnisse

### Schlussklassement
| 1               | PC      | 1  | Denny Zardo          | Denny Zardo Angelo Lancelotti                                      | Tampolli RTA-98         | 248 |
| 2               | PC      | 3  | Roberto Sperati      | Roberto Sperati Fabio Poggetti                                     | Lucchini SP97           | 238 |
| 3               | IS SR2  | 9  | Piergiuseppe Peroni  | Piergiuseppe Peroni Leonardo Maddalena                             | Lucchini SR2-99         | 236 |
| 4               | PC      | 2  | Ernesto Saccomanno   | Ernesto Saccomanno Luigi Scalini                                   | Lucchini SP98           | 233 |
| 5               | FGT2    | 14 | Seikel Motorsport    | Giuseppe Quargentan Nigel Smith Ernst Palmberger                   | Porsche 911 GT2         | 233 |
| 6               | FGT2    | 15 | Gabriele Sabatini    | Gabriele Sabatini Mauro Casadei Marco Spinelli                     | Porsche 964 GT2         | 232 |
| 7               | FGT3    | 23 | RWS Motorsport       | Hans-Jörg Hofer Luca Riccitelli Günther Blieninger                 | Porsche 993 GT3         | 230 |
| 8               | G3 GITC | 32 | Mario Spagnoli       | Mario Spagnoli Arturo Merzario Horst Farnbacher                    | Porsche 996 Supercup    | 229 |
| 9               | FGT2    | 12 | RWS Motorsport       | Horst Felbermayr senior Horst Felbermayr junior Raffaele Sangiuolo | Porsche 993 GT2         | 227 |
| 10              | G3 GITC | 33 | Luigi Romoletto      | Luigi Romoletto Guido Daccò                                        | Porsche 993 RSR         | 226 |
| 11              | G2 GITC | 21 | Massimo Pasini       | Massimo Pasini Francesco Virdis Beppe Schenetti                    | Porsche 911 Turbo       | 226 |
| 12              | G2 GITC | 20 | Dario Cerati         | Dario Cerati Mario Sala Michel Ligonnet                            | Porsche 993 Supercup    | 216 |
| 13              | G4 GITC | 34 | Aspero Lapilli       | Aspero Lapilli Walter Ceroni Mattia Angiolini                      | Porsche Carrera 3.0     | 207 |
| 14              | FC      | 35 | Stefano Speranza     | Stefano Speranza Massimiliano Mugelli Biondetti                    | Ferrari F355 Challenge  | 206 |
| 15              | IS SR1  | 7  | Gianluca Giraudi     | Gianluca Giraudi Luca Drudi Rory Parasitili                        | Ferrari 333SP           | 198 |
| 16              | IS SR2  | 10 | Lucchini Engineering | Massimo Saccomanno Salvatore Ronca                                 | Lucchini SR2-99         | 169 |
| 17              | G2 GITC | 19 | Matteo Cassina       | Matteo Cassina Bruno Michelotti Paolo Rapetti                      | Porsche Carrera RSR 3.8 | 163 |
| Ausgefallen     |         |    |                      |                                                                    |                         |     |
| 18              | G3 GITC | 29 | Tonino Persiani      | Tonino Persiani Fabrizio Frizzi I. Persiani                        | Nissan 300ZX            | 146 |
| 19              | G3 GITC | 31 | Glauco Solieri       | Glauco Solieri Fabian Peroni Gianluca de Lorenzi                   | Ferrari F355 GT         | 120 |
| 20              | LMP1    | 4  | Bscher               | Thomas Bscher Emanuele Pirro                                       | BMW V12 LM              | 83  |
| 21              | IS SR2  | 6  | Roberto Tonetti      | Roberto Tonetti Fabio Mancini                                      | Sighinolfi              | 64  |
| 22              | WSC     | 5  | Conrero Srl          | Alex Caffi Beppe Gabbiani                                          | Riley & Scott Mk III    | 62  |
| 23              | G3 GITC | 26 | Franco Scapini       | Ivan Capelli Erich Prinoth Marco De Iturbe                         | Ferrari F355 GT         | 29  |
| Nicht gestartet |         |    |                      |                                                                    |                         |     |
| 24              | G3 GITC | 27 | Win Sport            | Luca Cattaneo Renato Premoli Antonio De Castro                     | Porsche Carrera Cup     | 1   |

1 nicht gestartet

### Nur in der Meldeliste
Zu diesem Rennen sind keine weiteren Meldungen bekannt.

### Klassensieger
| Klasse  | Fahrer                  | Fahrer               | Fahrer             | Fahrzeug               | Platzierung im Gesamtklassement |
| ------- | ----------------------- | -------------------- | ------------------ | ---------------------- | ------------------------------- |
| LMP     | kein Teilnehmer im Ziel |                      |                    |                        |                                 |
| WSC     | kein Teilnehmer im Ziel |                      |                    |                        |                                 |
| PC      | Denny Zardo             | Angelo Lancelotti    |                    | Tampolli RTA-98        | Gesamtsieg                      |
| FGT2    | Giuseppe Quargentan     | Nigel Smith          | Ernst Palmberger   | Porsche 911 GT2        | Rang 5                          |
| FGT3    | Hans-Jörg Hofer         | Luca Riccitelli      | Günther Blieninger | Porsche 993 GT3        | Rang 7                          |
| FC      | Stefano Speranza        | Massimiliano Mugelli | Biondetti          | Ferrari F355 Challenge | Rang 14                         |
| G2 GITC | Massimo Pasini          | Francesco Virdis     | Beppe Schenetti    | Porsche 911 Turbo      | Rang 11                         |
| G3 GITC | Mario Spagnoli          | Arturo Merzario      | Horst Farnbacher   | Porsche 996 Supercup   | Rang 8                          |
| G4 GITC | Aspero Lapilli          | Walter Ceroni        | Mattia Angiolini   | Porsche Carrera 3.0    | Rang 13                         |
| IS SR1  | Gianluca Giraudi        | Luca Drudi           | Rory Parasitili    | Ferrari 333SP          | Rang 15                         |
| IS SR2  | Piergiuseppe Peroni     | Leonardo Maddalena   |                    | Lucchini SR2-99        | Rang 3                          |

### Renndaten
- Gemeldet: 24
- Gestartet: 23
- Gewertet: 17
- Rennklassen: 11
- Zuschauer: unbekannt
- Wetter am Renntag: Regen
- Streckenlänge: 4,085 km
- Fahrzeit des Siegerteams: 6:01:05,473 Stunden
- Gesamtrunden des Siegerteams: 248
- Gesamtdistanz des Siegerteams: 793,600 km
- Siegerschnitt: 131,866 km/h
- Pole Position: Gianluca Giraudi – Ferrari 333SP (#7)
- Schnellste Rennrunde: Gianluca Giraudi – Ferrari 333SP (#7) – 1:12,471 = 158,960 km/h
- Rennserie: 7. Lauf zur Italienischen Sportwagen-Meisterschaft 1999